# Kalonji Clarke
Kalonji Clarke (* 15. Februar 2001) ist ein Fußballspieler von St. Kitts und Nevis.

## Karriere

### Klub
Auf Klubebene spielt er derzeit beim St. Paul’s United FC.

### Nationalmannschaft
Sein erster Einsatz in der A-Nationalmannschaft von St. Kitts und Nevis war am 8. Juni 2021 bei einer 0:2-Niederlage gegen Trinidad und Tobago, bei der Qualifikation für die Weltmeisterschaft 2022.